# Lilla Tränningen
Lilla Tränningen är en sjö i Vårgårda kommun i Västergötland och ingår i Göta älvs huvudavrinningsområde. Sjön har en area på 0,106 kvadratkilometer och ligger 222,1 meter över havet. Sjön är trekantig och på dess nord västliga strand ligger den övergivna Kronojägarebostaden Trenningen, gården som givit namnen. I gammal tid heltte sjön lillsjön och den andra hette storsjön Sjön avvattnas via bräddavloppet i södra stranden, där är det bestämt hur högt vattenytan skall vara för de två sjöarna. En bit ner i Tränningsbäcken Som avvattnar sjön, ligger en anordning för fångst av ål, Ålkistan heter platsen.Tillflödet av vatten till Lilla Tränningen kommer huvudsakligen från den grävda kanalen mot St.Tränningen.  

## Delavrinningsområde
Lilla Tränningen ingår i det delavrinningsområde (641780-132408) som SMHI kallar för Mynnar i Säven. Medelhöjden är 217 meter över havet och ytan är 33,49 kvadratkilometer. Det finns inga avrinningsområden uppströms utan avrinningsområdet är högsta punkten. Torvån som avvattnar avrinningsområdet har biflödesordning 3, vilket innebär att vattnet flödar genom totalt 3 vattendrag innan det når havet efter 122 kilometer. Avrinningsområdet består mestadels av skog (71 procent) och sankmarker (15 procent). Avrinningsområdet har 2,13 kvadratkilometer vattenytor vilket ger det en sjöprocent på 6,4 procent.